# Sferă circumscrisă

Sfera circumscrisă unui cub

În geometrie, o sferă circumscrisă unui poliedru este o sferă care conține poliedrul și atinge fiecare dintre vârfurile poliedrului.

## Existență
Atunci când există, o sferă circumscrisă nu trebuie să fie cea mai mică sferă care conține poliedrul; de exemplu, tetraedrul format dintr-un vârf al unui cub și cei trei vecini ai săi are aceeași sferă circumscrisă ca și cubul în sine, dar poate fi conținut într-o sferă mai mică având cele trei vârfuri vecine pe ecuatorul său. Totuși, cea mai mică sferă care conține un poliedru dat este întotdeauna sfera circumscrisă anvelopei convexe a unei submulțimi a vârfurilor poliedrului.
În De solidorum elementis (circa 1630) René Descartes a observat că pentru un poliedru care are o sferă circumscrisă, toate fețele au cercuri circumscrise — cercurile în care planul feței intersectează sfera circumscrisă. Descartes a sugerat că această condiție necesară pentru existența unei sfere circumscrise este suficientă, dar nu este adevărat: de exemplu unele bipiramide pot avea cercuri circumscrise fețelor lor (toate fiind triunghiuri), dar nu au o sferă care circumscrie întregul poliedru. Totuși, ori de câte ori un poliedru simplu are un cerc circumscris fiecăruia dintre fețele sale, are și o sferă circumscrisă.

## Concepte înrudite
Sfera circumscrisă este analogul tridimensional al cercului circumscris.
Toate poliedrele regulate au sfere circumscrise, dar nu și majoritatea poliedrelor neregulate, deoarece în general nu toate vârfurile se află pe o sferă comună. Sfera circumscrisă (când există) este un exemplu de sferă de delimitare, o sferă care conține o formă dată. Este posibil să se definească cea mai mică sferă de delimitare pentru orice poliedru și să se calculeze în timp proporțional cu complexitatea poliedrului.
Alte sfere definite pentru unele poliedre, dar nu pentru toate, sunt sfera mediană, o sferă tangentă la toate muchiile unui poliedru și sfera înscrisă, o sferă tangentă la toate fețele unui poliedru. La poliedrele regulate, sferele înscrisă, mediană și circumscrisă există toate și sunt concentrice.
Când sfera circumscrisă este mulțimea infinită a punctelor care mărginesc spațiul hiperbolic, poliedrul pe care îl circumscrie este cunoscut sub numele de poliedru ideal.